# 전지수
전지수(全志秀, 1985년 12월 13일~)은 대한민국의 쇼트트랙 선수이다. 현재 전북도청 소속이다.

## 수상
국내대회
- 2007년 제22회 회장배 전국남녀 쇼트트랙 스피드스케이팅대회 여자 대학부 500m, 1000m 1위
- 2007년 제88회 전국동계체육대회 쇼트트랙 여자 대학부 500m 1위, 1000m 2위
- 2008년 제89회 전국동계체육대회 쇼트트랙 여자 대학부 500m 1위, 1000m 3위
- 2010년 제91회 전국동계체육대회 쇼트트랙 여자 일반부 500m 2위, 3000m 계주 2위
- 2011년 제92회 전국동계체육대회 쇼트트랙 여자 일반부 500m 4위, 1000m 3위
- 2012년 제93회 전국동계체육대회 쇼트트랙 여자 일반부 500m 2위, 1000m 1위
- 2012년 제26회 전국남녀 학생종별종합 쇼트트랙 선수권대회 여자 일반부 500m 1위,1000m 2위, 1500m 1위, 3000m(S.F) 3위
- 2012년 제29회 전국남녀 쇼트트랙 스피드스케이팅대회 여자 일반부 500m 1위, 1000m 3위
- 2012년 제28회 회장배 전국남녀 쇼트트랙스피드스케이팅대회 여자 일반부 500m 1위, 1500m 4위
- 2013년 제94회 전국동계체육대회 여자 일반부 500m, 1000m 2위
- 2013년 제27회 전국남녀 종별종합 쇼트트랙 스피드스케이팅 선수권대회 여자 일반부 1500m 5위,500m 2위
- 2013년 제28회 전국남녀 종합쇼트트랙 스피드스케이팅선수권대회 겸 2013/2014 쇼트트랙 국가대표선발전 여자부 500m 2위
- 2013년 제30회 전국남녀 쇼트트랙 스피드스케이팅대회 여자 일반부 500m 1위, 1500m 3위
- 2013년 제29회 회장배 전국남녀 쇼트트랙 스피드스케이팅대회 여자 일반부 500m 1위, 1500m 1위
- 2014년 제95회 전국동계체육대회 쇼트트랙 여자 일반부 500m 2위, 1000m 1위
- 2014년 제29회 전국남녀 종합 쇼트트랙 스피드스케이팅 선수권대회 겸 2014/2015 쇼트트랙 국가대표선발 2차 대회 여자 500m 2위, 1000m 4위, 3000m(S.F) 7위
- 2015년 제96회 전국동계체육대회 쇼트트랙 여자 일반부 500m 1위
- 2015년 제32회 전국남녀 쇼트트랙 스피드스케이팅대회 여자 일반부 500m 1위
- 2015년 제31회 회장배 전국남녀 쇼트트랙 스피드스케이팅대회 여자 일반부 500m 2위
- 2016년 제97회 전국동계체육대회 쇼트트랙 여자 일반부 1000m 2위
- 2017년 제98회 전국동계체육대회 쇼트트랙 여자 일반부 500m 1위
- 2017년 제31회 전국남녀 종별종합 쇼트트랙 스피드스케이팅 선수권대회 여자 일반부 500m 1위, 1000m 3위
- 2017년 제34회 전국남녀 쇼트트랙 스피드스케이팅 대회 여자 일반부 500m 1위, 1000m 1위
- 2017년 제33회 회장배 전국남녀 쇼트트랙 스피드스케이팅 대회 여자 일반부 500m 3위, 1000m 3위, 3000m 계주 1위
- 2018년 제99회 전국동계체육대회 쇼트트랙 여자 일반부 500m 2위

국제대회
- 2005년 2005 쇼트트랙 세계 주니어 선수권 대회 여자 1000m 1위, 1500m, 1500m(S.F) 2위, 2000m 계주 1위(종합2위)
- 2006년 06-07 ISU 쇼트트랙 월드컵 1차 여자 3000m 계주 1위
- 2006년 06-07 ISU 쇼트트랙 월드컵 2차 여자 1000m(1) 3위, 3000m 계주 2위
- 2006년 06-07 ISU 쇼트트랙 월드컵 3차 여자 500m(2) 3위, 3000m 계주 2위
- 2006년 06-07 ISU 쇼트트랙 월드컵 4차 여자 1000m 4위, 3000m 계주 3위
- 2007년 제6회 동계아시안게임(장춘) 여자 3000m 계주 2위
- 2007년 06-07 ISU 쇼트트랙 월드컵 6차 여자 500m(1),500m(2) 3위, 3000m 계주 2위
- 2007년 2007 쇼트트랙 세계선수권대회 여자 3000m 계주 1위
- 2007년 2007 쇼트트랙 세계 팀 선수권 대회 여자 500m 1위, 1000m 1위(종합1위)
- 2011년 제25회 동계 유니버시아드 대회 여자 1000m, 1500m 6위, 500m 7위, 3000m 계주 1위
- 2014년 14-15 ISU 쇼트트랙 월드컵 1차 여자 500m 4위, 1000m(1) 4위, 3000m 계주 1위
- 2014년 14-15 ISU 쇼트트랙 월드컵 2차 여자 500m(1) 3위, 500m(2) 2위, 3000m 계주 1위
- 2014년 14-15 ISU 쇼트트랙 월드컵 3차 여자 3000m 계주 1위
- 2014년 14-15 ISU 쇼트트랙 월드컵 4차 여자 500m 2위, 3000m 계주 2위
- 2015년 14-15 ISU 쇼트트랙 월드컵 6차 여자 3000m 계주 2위
- 2015년 2015 쇼트트랙 세계선수권대회 여자 3000m 계주 1위

## 학력
- 대구파동초등학교
- 덕화여자중학교
- 정화여자고등학교
- 한국체육대학교
- 한국체육대학교 대학원